# 2050
Cette page concerne l'année 2050 (MML en chiffres romains) du calendrier grégorien. Pour l'année 2050 av. J.-C., voir 2050 av. J.-C.
L'année 2050 est une année commune qui commence un samedi.
C'est la 2050e année de notre ère, la 50e année du IIIe millénaire et du XXIe siècle et la 1re année de la décennie 2050-2059.
En toutes lettres, 2050 s'écrit « deux mille cinquante ».

## Autres calendriers
L'année 2050 du calendrier grégorien correspond aux années suivantes :
- Calendrier berbère : 2999 / 3000
- Calendrier chinois : 4747 / 4748
- Calendrier hébraïque : 5810 / 5811
- Calendrier hindou : 5150 / 5151
- Calendrier indien : 1971 / 1972
- Calendrier musulman : 1472 / 1473
- Calendrier persan : 1428 / 1429
- Calendrier républicain : 258 / 259

## Événements prévisibles

L'astéroïde Phaéton frôlera notre planète le 11 décembre 2050...

- Le 20 mai 2050 à 20:42:50 UTC, une éclipse solaire partielle aura lieu[1]. Elle sera visible principalement depuis la Nouvelle-Zélande, l'océan Pacifique Sud, l'Argentine et le Chili.
- Le 14 novembre 2050 à 13:30:52 UTC, une éclipse solaire partielle aura lieu[2]. Elle sera visible principalement de Le 14 novembre 2050 à 13:30:52 UTC, une éclipse solaire partielle aura lieu. Elle sera visible principalement de certaines parties des États-Unis, du Canada, de l'Afrique du Nord et de l'Europe.
- Le dimanche 11 décembre 2050, l'astéroïde (3200) Phaethon a une faible probabilité d'impacter la Terre. On estime qu'à cette date, il passera à environ 12 352 000 km de la Terre (0,0825692 unités astronomiques). Sa vitesse dépassera les 36 000 km/h. Il est considéré comme potentiellement dangereux. En cas d'impact, faisant 5,1 kilomètres de diamètre, ce serait catastrophique. Cela ne signifierait pas la destruction totale de la race humaine, mais presque[3].

## Objectifs
- En juillet 2008, le G8 a fixé pour 2050, la réduction de moitié de ses émissions de gaz à effet de serre[4].
- En France, 2050 est la date-butoir pour le Facteur 4 (nom donné à l'engagement pris en 2003 devant la communauté internationale par le chef de l'État et le Premier ministre de « diviser par un facteur 4 les émissions nationales de gaz à effet de serre du niveau de 1990 d'ici 2050 » ; l'Ademe a publié une Vision prospective Ademe 2030-2050 (Scénario énergie-climat datant de 2013 et ainsi mis à jour (en oct 2017 pour décliner le nouveau plan CLIMAT de la France, et prévoir le mix énergétique 2030-2050). 
Cette date-butoir a fait l'objet d'une étude prospective sur les Modes de vie en 2050 à la lumière de l'objectif du Facteur 4[5].
- 2050 est une date-clé ou un « repère temporel » souvent retenu par les études prospectives de moyen terme. C'est le cas pour des enjeux mondiaux, par exemple pour le projet et les études Prospective « Agricultures et alimentations du monde en 2050 », par l'INRA et le CIRAD (2006-2008)[6] ou encore pour des études plus locales (par exemple sur l'eau pour le bassin de la Garonne Garonne 2050, Prospective sur les ressources et les usages de l'eau[7]). Cette date marquante (milieu de siècle) est également reprise par la presse[8] ;
- 2050 est aussi une date-butoir pour certaines conventions ou engagements internationaux dont pour le Plan stratégique (2011-2020) qui intègre une vision « à horizon 2050 », et qui fera l'objet d'une conférence mondiale d'étape (en 2020) et une évaluation à mi-parcours (en 2025). Il vise à« prendre des mesures efficaces et urgentes pour stopper la perte de la biodiversité, afin d'assurer que d'ici 2020 que les écosystèmes sont résilients et continuent de fournir des services essentiels, garantissant ainsi la diversité de la vie sur la planète, en contribuant au bien-être des humains, et à éradiquer de la pauvreté »[9]. De 2020 à 2050, si cet objectif est atteint, c'est un travail complémentaire de renaturation et gestion restauratoire à échelle planétaire que les États membres de l'ONU pourront entreprendre ou poursuivre.
- L'Union européenne vise la neutralité carbone en 2050[10].

## 2050 dans la fiction
- 2050 est l'année où se déroule l'action du film Planète rouge.
- 2050 How Soon Is Now ? : Documentaire de 52 minutes présentant les conséquences du réchauffement climatique sur les espèces, en 2050.
- Dans la série de jeux vidéo Civilization, 2050 est l'année à laquelle prend fin une partie ; si aucune nation n'a gagné, celle qui a le meilleur score obtient une victoire « Temps », mais il est possible de continuer bien après.
- Tunis 2050 (تونس 2050) est une série télévisée humoristique tunisienne à base de dessins animés en 3D. Elle est diffusée en arabe, sur Tunisie 7 durant le mois de ramadan 2009 et sur Hannibal TV durant les mois de ramadan 2010, 2011 et 2013.
- Star des années 2050 (éd. Chapitre.com, 2015) est un livre de Johnny Fudal racontant les aventures du football en 2050.
- Les Mythics est une série de bande désinées se déroulant en 2050.